# Porta Sanqual
Porta Sanqual (em latim: Porta Sanqualis) foi a primeira porta aberta na Muralha Serviana na direção do monte Quirinal e ficava na menos íngreme das três encostas que levavam ao cume do monte. Mais tarde, outras portas seriam abertas nestas encostas também. Sua posição é identificada como sendo nas proximidades do trecho da muralha ainda visível numa praça central no largo Magnanapoli, no fim da Via Nazionale, não mais do que três fileiras de blocos de tufo, provavelmente de um dos lados da porta.

## História
O trecho da muralha que seguia da Porta Sanqual para o norte, em direção à vizinha Porta Salutar, era bem protegido por uma muralha, ao contrário do trecho seguinte, que era tão íngreme e escarpado que não requeria mais do que um simples parapeito. Pouco além da porta, seguindo os supostos restos da muralha, foi encontrado um arco de tufo (incorporado hoje no Palazzo Antonelli, no número 158 da praça), similar ao existente perto da Porta Raudusculana. Considerando a altura do arco em relação ao nível da rua original na época que ele foi construído, é provável que ele tenha sido um posto de artilharia defensiva, provavelmente abrigando uma catapulta ou uma balista. Esta região da muralha estava exposta na direção do Campo de Marte que, apesar de ser parte integrante de Roma, estava fora da muralha. A técnica utilizada na construção do arco aparentemente data de uma restauração realizada em 87 a.C., mas como nesta época a cidade já havia avançado consideravelmente na direção do Campo de Marte, a a construção original é provavelmente mais antiga.
O nome desta porta é uma referência ao vizinho Templo de Sanco (ou Semão Sanco, "Sanqual"), que provavelmente ficava onde hoje está San Silvestro al Quirinale, uma obscura divindade muito antiga sobre a qual quase nada se sabe, exceto que era importada dos sabinos, habitantes do Quirinal antes da fusão com as tribos latinas que habitavam o Palatino. É certo, porém, que o nome não é de origem latina.